# Jesus na casa de Marta e Maria (Museu Grão Vasco)
Jesus na casa de Marta e Maria é uma pintura a óleo sobre madeira criada cerca de 1535-1540 por um pintor português do renascimento, por Vasco Fernandes (c. 1475-1542) ou pelo seu seguidor Gaspar Vaz, e que está presentemente no Museu Grão Vasco, em Viseu.
A obra decorava a Capela de Santa Marta do antigo Paço Episcopal do Fontelo, para onde se supõe ter sido encomendada pelo bispo de Viseu D. Miguel da Silva, cerca de 1535. A primeira informação relativa a esta obra remonta a 1758, quando se encontrava ainda na dita capela. No final do século XIX foi transferida para uma sala do mesmo Paço e incorporada, em 1916, no Museu Grão Vasco.
A pintura representa o episódio bíblico da Jesus na casa de Marta e Maria e tem a particularidade do Autor ter recorrido nitidamente a duas gravuras de Albrecht Dürer para a composição de uma das figuras e de um núcleo de edifícios em fundo.

## Autoria
Dagoberto Markl (1986) atribui a autoria de Jesus na casa de Marta e Maria a Vasco Fernandes, chamando a atenção para o recurso a duas gravuras de Albrecht Durer na elaboração da obra.
Já na MatrizNet se refere que pelos materiais figurativos profundamente seguidores dos retábulos monumentais da Sé de Viseu, mas com erros visíveis de estrutura e de articulação, e por um conjunto de pormenores de natureza técnica, por exemplo no tratamento simplificado das vestes e das mãos das figuras, esta pintura não se pode atribuir a Vasco Fernandes, mas antes ao seu colaborador principal Gaspar Vaz.

## Descrição
Na representação do episódio bíblico da ceia de Jesus em casa de Marta e Maria de Betânia, Jesus surge ao centro da mesa, ladeado pelo mecenas da pintura, o bispo D. Miguel da Silva, e pelos apóstolos São Pedro e São João. Marta, que simboliza a Vida Activa, e Maria, que simboliza a Vida Contemplativa, figuram em primeiro plano.
À direita, a decorar o cimo da parede que ladeia uma escada, no que constitui um quadro dentro do quadro, está colocada uma pintura que se pode designar por "Santa Marta dominando o Dragão", e que numa interpretação interessante conta a lenda de origem provençal alusiva à Santa a quem se dedicava a capela do Paço Episcopal do Fontelo. Segundo esta lenda, Marta, uma vez aportada a Marselha com os seus irmãos, Lázaro e Maria, tendo iniciado nesta região a pregação do cristianismo, libertou Tarascon de um terrível dragão, aspergindo-o com água benta até Arles.
Um dos aspectos mais interessantes desta obra é a associação a duas gravuras de Albrecht Dürer. Por um lado, a figura de Maria mimetiza a da representação da Melancolia na gravura do mesmo nome, e depois um conjunto de edifícios, que se vê ao longe através das duas janelas abertas, segue de muito perto o de outra gravura do mesmo pintor e gravador alemão, Filho Pródigo (ambas em Galeria). 
A pintura apresenta nos plintos das duas colunas centrais cartelas com um leão, que constituia o brasão do bispo D. Miguel da Silva.

## Galeria

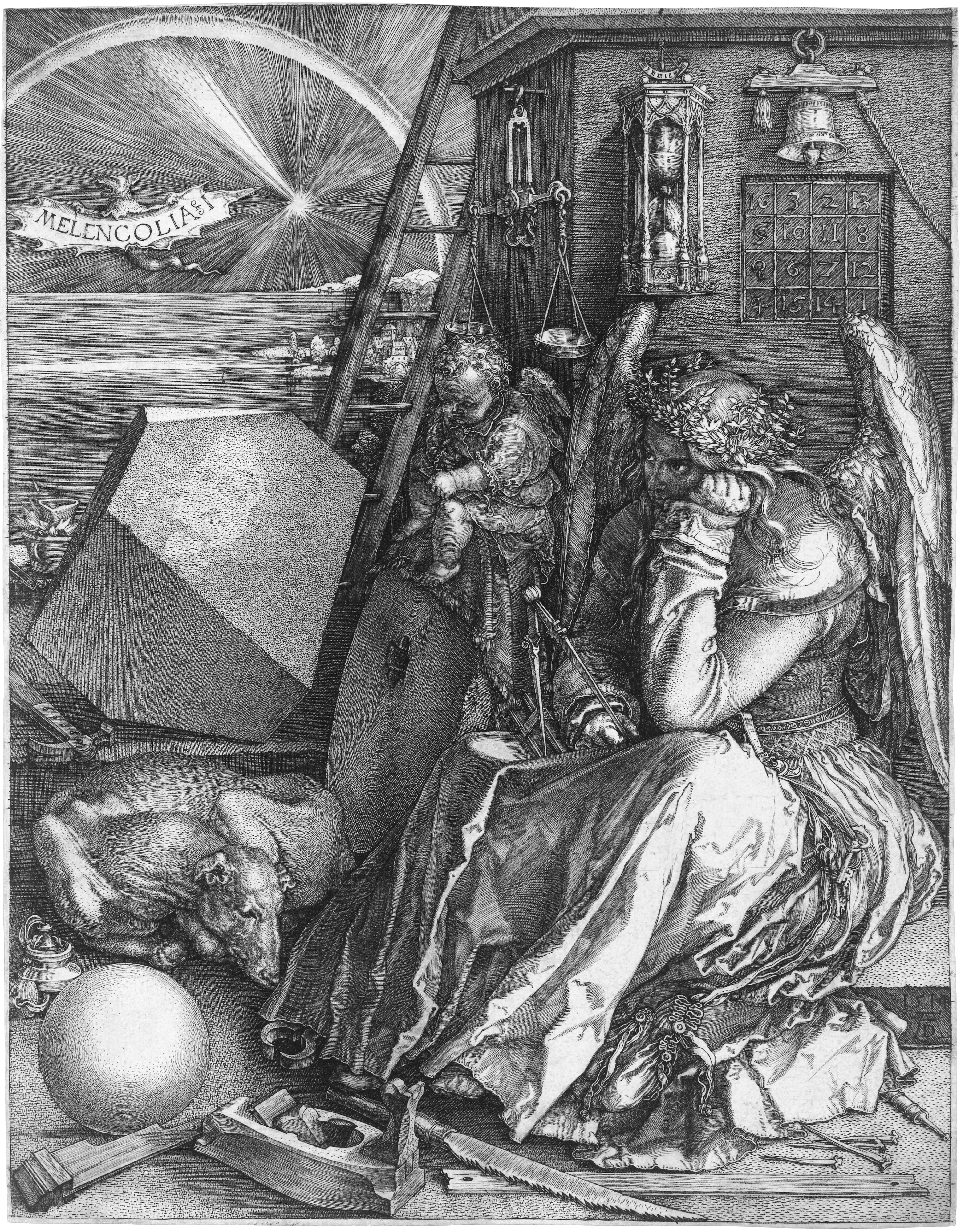
Melancholia I (1514), de Dürer, atualmente no Städel, em Frankfurt
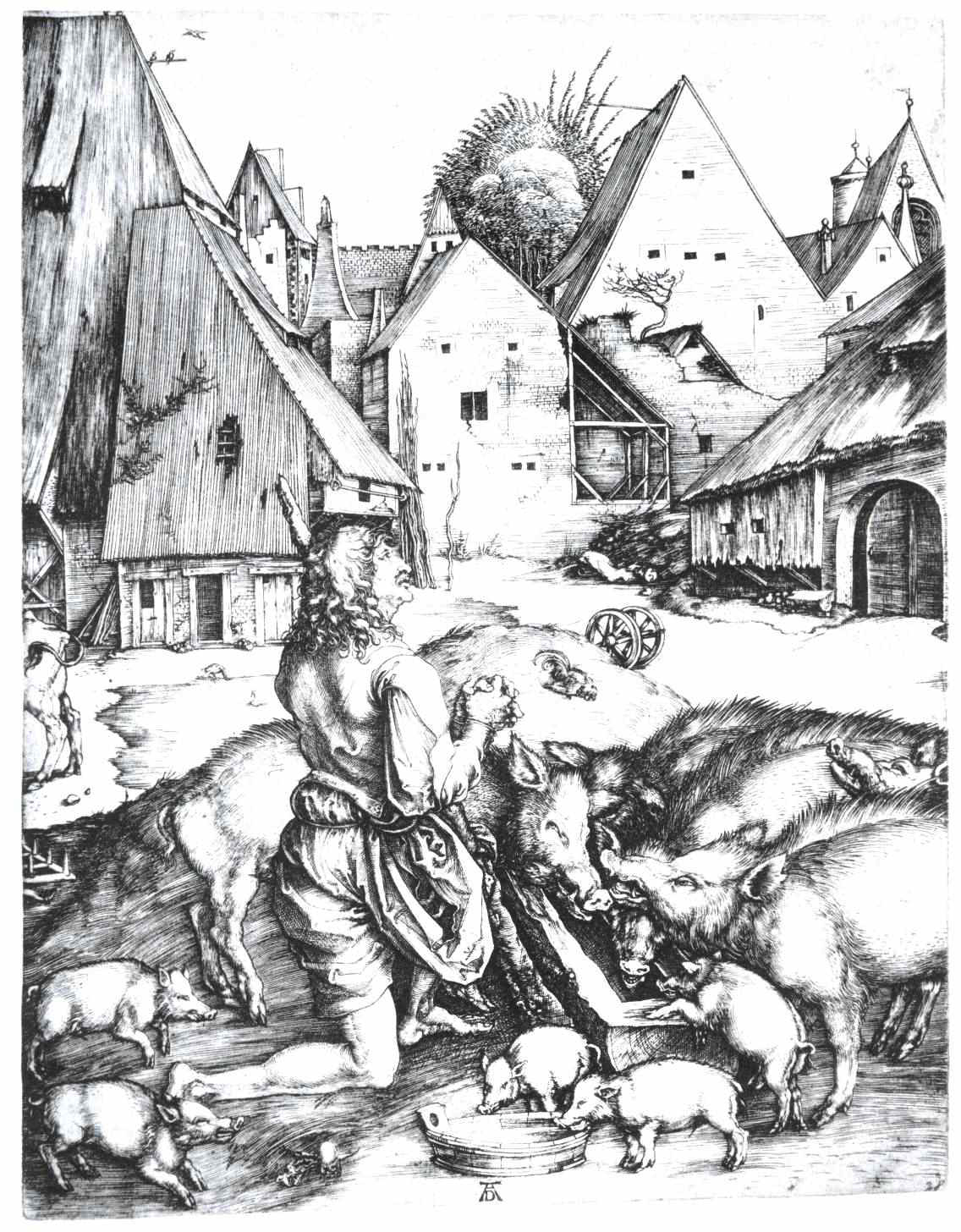
O Filho Pródigo (1496), de Dürer, atualmente no Staatliche Kunsthalle, em Karlsruhe

### Ligação externa
- Página oficial do Museu Nacional Grão Vasco na página da DG Património Cultural